# Френит
Френи́т (греч. φρεήίτις, буквально — «воспаление диафрагмы»; синонимы: френезия, френолепсия) — историческое заболевание, концепция которого была разработана в Древней Греции и существовавшее в медицинских классификациях до XIX века, причинами которого считались лихорадка, черепно-мозговая травма и соматическая этиология.
В понимании Гиппократа и его последователей это — воспаление, поражающее душу и тело. Дело в том, что тогда вместилищем души считали диафрагму, по-гречески «φρήν» (френ). Отсюда современная психиатрия унаследовала этот корень в терминах «шизофрения», «парафрения», «гебефрения». Однако конкретное анатомическое размещение френита концептуально не определялось. Авл Корнелий Цельс определял его как:

«Френит — острое заболевание, сопровождающееся лихорадкой с расстройством психической деятельности, представляющее разнообразные картины: от легкого возбуждения с веселым оттенком, до глубокой печали, большой раздражительности, даже буйства, когда бывает необходимость связывать больного и держать его в темноте».

Описывал френит и Аретей из Каппадокии. Центральным при его поражении он считал нарушение в волосах и коже головы.
В Средневековье под френитом понимали нарушение сознания, или длительный делирий при горячке.
Позже под френитом понималось воспаление головного мозга или его оболочек, сопровождающееся делирием с горячкой. Симптомы могли отличаться от лёгких (головной боли и сонливости) до тяжелейших (паралич и кома, ведущая к смерти).
Античная концепция френита продолжалась до XIX века, после чего его заменили понятием «делирий». Подражательный характер описания френита завершает Г. ванн Свитен. Дж. Б. Морганьи внёс ясность в анатомическую локализацию процесса именно в головном мозге. Последним употребляет термин «френит» Ф. Пинель.
Теперь понятие френит полностью исчезло. Вместо него употребляют термины «менингит» и «энцефалит».